# So Far, So Good… So What!
So Far, So Good… So What! (с англ. — «Пока всё путём... Ну и что?») — третий студийный альбом американской треш-метал-группы Megadeth, выпущенный фирмой Capitol Records в 1988 году. Альбом добрался в английских чартах до 18 позиции, а в Америке попал на 28-мое место, но критики прохладно встретили эту работу, многие посчитали эту пластинку большим разочарованием по сравнению с двумя предшественниками.
В 2004 году вышло ремастированное переиздание, включающее несколько бонус-треков. Это единственная студийная работа группы с гитаристом Джеффом Янгом и барабанщиком Чаком Белером, которые покинули Megadeth после тура в поддержку альбома.
Песня «Anarchy in the U.K.» является кавер-версией на композицию английской панк-группы Sex Pistols. В записи этого кавера принял участие Стив Джонс, гитарист Sex Pistols.

## Дэйв Мастейн о написании альбома
«Исходя из задач и целей, этот альбом был просто неподъемным. Я не мог разобраться со своей наркотической зависимостью: то я хотел завязать, то не хотел, мы работали в студии Woodstock (на окраине Нью-Йорка) и мне было плохо, и все просто разваливалось. А Пол Лани уходил в лесопарковую зону, срывал яблоки, чистил их и скармливал их гребаному оленю, пока мы пытались записать пластинку. А я думал, „Так, олень ест гребаные очистки от яблок. Значит, олени не едят очищенные яблоки без семечек!“. Нам дважды пришлось ремикшировать альбом, и микс всё ещё продолжал звучать отвратительно; все тонуло в реверберации. Представляете, я платил Лани за то, что он уходил из студии, чтобы покормить долбанного олененка? Вместо того, чтобы выполнять свою работу: то есть корпеть над записью альбома. Эта пластинка была записана в тотальной спешке. Перед нами поставили просто нереальные сроки, и если честно, состав группы просто никуда не годился. Ни Чак, ни Джефф никак не вписывались в группу — не говоря уже о том, что они были не такими уж плохими музыкантами, но только не для уровня Megadeth. Для меня So Far, So Good… был шагом назад».

## In My Darkest Hour
Песня «In My Darkest Hour» была написана лидером группы Дэйвом Мастейном вскоре после гибели Клиффа Бертона, бас-гитариста группы Metallica, участником которой был и сам Дэйв в период с 1981-го по 1983 годы, но был выгнан незадолго до записи дебютного альбома Kill 'Em All. Несмотря на враждебное отношение к бывшим товарищам, Дэйв считал Клиффа очень порядочным человеком, и они по-прежнему оставались друзьями до самой его смерти. По всей вероятности, In My Darkest Hour — это самая личная песня Мастейна и, в какой-то степени, самая трудная.
Дэйв Мастейн: «Эта песня была написана в тот день, когда я узнал о смерти Клиффа. Это очень проникновенная песня для меня, потому что она великолепно выражает ту бурю эмоций поднявшуюся тогда во мне. Я очень расстроился и думаю, что это чувство утраты нашло своё отражение в музыке. За все эти годы, многие люди писали в наш фан клуб и говорили: „Дэйв, мне не зачем больше жить, жизнь говно, ведь мы все и так умрем“, а потом: „Но эта песня дала мне надежду, и теперь я понимаю, и вижу таких же как ты, тех кто сражается с этими проблемами“, и давайте признаем, жизнь — стерва. Но есть определенные вещи, которые помогают тебе жить, и когда я узнаю о том, что других затронула эта музыка и дала им надежду продолжать жить и т. д., это реально радует меня».

## Список композиций
| №  | Название                                  | Текст песни                                     | Музыка                     | Длительность |
| -- | ----------------------------------------- | ----------------------------------------------- | -------------------------- | ------------ |
| 1. | «Into the Lungs of Hell» (инструментал)   | (инструментальная)                              | Дэйв Мастейн               | 3:30         |
| 2. | «Set the World Afire»                     | Мастейн                                         | Мастейн                    | 5:48         |
| 3. | «Anarchy in the U.K.» (со Стивом Джонсом) | Джонни Роттен, Стив Джонс, Глен Мэтлок, Пол Кук | Роттен, Джонс, Мэтлок, Кук | 3:01         |
| 4. | «Mary Jane»                               | Мастейн, Дэвид Эллефсон                         | Мастейн                    | 4:24         |
| 5. | «502»                                     | Мастейн                                         | Мастейн                    | 3:29         |
| 6. | «In My Darkest Hour»                      | Мастейн, Эллефсон                               | Мастейн                    | 6:16         |
| 7. | «Liar»                                    | Мастейн                                         | Мастейн, Эллефсон          | 3:20         |
| 8. | «Hook in Mouth»                           | Мастейн                                         | Мастейн, Эллефсон          | 4:48         |

| №   | Название                                 | Текст песни        | Длительность |
| --- | ---------------------------------------- | ------------------ | ------------ |
| 9.  | «Into the Lungs of Hell» (Paul Lani mix) | (инструментальная) | 3:32         |
| 10. | «Set the World Afire» (Paul Lani mix)    |                    | 5:53         |
| 11. | «Mary Jane» (Paul Lani mix)              | Мастейн, Эллефсон  | 4:08         |
| 12. | «In My Darkest Hour» (Paul Lani mix)     | Мастейн, Эллефсон  | 6:11         |

## Участники записи

### Megadeth
- Дэйв Мастейн — соло и ритм-гитара, акустическая гитара, вокал
- Джефф Янг — соло и ритм-гитара, акустическая гитара
- Дэвид Эллефсон — бас-гитара, бэк-вокал
- Чак Белер — барабаны, перкуссия[1][2]

### Приглашённые музыканты
- Стив Джонс (из Sex Pistols) — соло-гитара в песне Anarchy in the U.K.

## Позиции в чартах
| Чарт (1988)              | Высшая позиция |
| ------------------------ | -------------- |
| Canadian Albums Chart    | 40             |
| Dutch Albums Chart       | 51             |
| Japanese Albums Chart    | 57             |
| New Zealand Albums Chart | 41             |
| Swedish Albums Chart     | 37             |
| Swiss Albums Chart       | 28             |
| UK Albums Chart          | 18             |
| Billboard 200            | 28             |

## Сертификации
| Регион | Сертификация | Продажи    |
| --- | ------------ | ---------- |
| США (RIAA) | Платиновый   | 1 000 000^ |
| Канада (Music Canada) | Платиновый   | 100 000^   |
| * Данные о продажах приведены только на основе сертификации. ^ Данные о тиражах приведены только на основе сертификации. |              |            |